# Liste der Naturdenkmale in Dettenhausen
| Naturdenkmale | Anzahl |
| ------------- | ------ |
| FND           | 0      |
| END           | 5      |
| Gesamt        | 5      |

Die Liste der Naturdenkmale in Dettenhausen nennt die verordneten Naturdenkmale (ND) der im baden-württembergischen Landkreis Tübingen liegenden Gemeinde Dettenhausen. In Dettenhausen gibt es insgesamt fünf als Naturdenkmal geschützte Objekte, keine flächenhafte Naturdenkmale (FND), alle sind Einzelgebilde-Naturdenkmale (END).
Stand: 31. Oktober 2016.

## Einzelgebilde (END)
| Name                                           | Bild | Kennung     | Einzelheiten | Position | Fläche Hektar | Datum         |
| ---------------------------------------------- | ---- | ----------- | ------------ | -------- | ------------- | ------------- |
| 1 Eiche, „Burger-Eiche“                        |      | 84160090074 | Dettenhausen | ⊙        | 0,0           | 16. Apr. 1985 |
| 1 Eiche, „Eiche am Sportheim“                  | BW   | 84160090072 | Dettenhausen | ⊙        | 0,0           | 16. Apr. 1985 |
| 1 Eiche, „Eiche im Nordosten des Sportplatzes“ | BW   | 84160090071 | Dettenhausen | ⊙        | 0,0           | 16. Apr. 1985 |
| 1 Stieleiche, „Eiche bei der Gärtnerei“        | BW   | 84160090075 | Dettenhausen | ⊙        | 0,0           | 16. Apr. 1985 |
| 1 Stieleiche, „Mahn-Eiche“                     |      | 84160090073 | Dettenhausen | ⊙        | 0,0           | 16. Apr. 1985 |
| Legende für Naturdenkmal                       |      |             |              |          |               |               |